# Кокрейн, Дуглас, 12-й граф Дандональд
Генерал-лейтенант Дуглас Маккиннон Бейли Гамильтон Кокрейн, 12-й граф Дандональд (англ. Douglas Mackinnon Baillie Hamilton Cochrane, 12th Earl of Dundonald; 29 октября 1852 — 12 апреля 1935) — шотландский пэр, генерал британской армии. Он носил титул учтивости — лорд Кокрейн с 1860 по 1885 год.

## Происхождение и образование
Родился 29 октября 1852 года в Банфи, Шотландия. Второй сын Томаса Кокрейна, 11-го графа Дандональда (1814—1885), от Луизы Гарриет Маккиннон (? — 1902), дочери Уильяма Александра Маккиннона. Он получил образование в Итонском колледже.

## Военная карьера
Дуглас Кокрейн был зачислен в лейб-гвардию в июле 1870 года, в 1871 году он был произведен в лейтенанты, а в 1878 году — в капитаны. В 1884 году он отправился в Судан, командуя отрядом верблюжьего корпуса в экспедиции по освобождению Хартума. За выдающиеся заслуги в этой кампании он был упомянут в послании и получил медаль с двумя застежками и бронзовую звезду хедива с почетным званием подполковника. Затем он участвовал в Нильской экспедиции, в походе по пустыне и в освобождении Хартума в 1885 году. В 1889 году он получил чин полного полковника в армии. В 1895 году он был назначен командующим офицером 2-го лейб-гвардейского полка.
Лорд Дандональд служил во Второй англо-бурской войне и в ноябре 1899 года добровольно вызвался стать командующим конной бригады, части полевых сил Южного Натала, пока там 22 числа того же месяца сэр Редверс Буллер дал ему командование конными войсками (которые в основном состояли из колониальных нерегулярных войск). За эти заслуги он был упомянут шесть раз в донесениях, получил медаль с шестью планками и был повышен до звания генерал-майора за выдающиеся заслуги на поле боя. Он принял участие в освобождении Ледисмита в феврале 1900 года, хотя его южноафриканские войска, не впечатленные его руководством, называли его «Дандудлом».

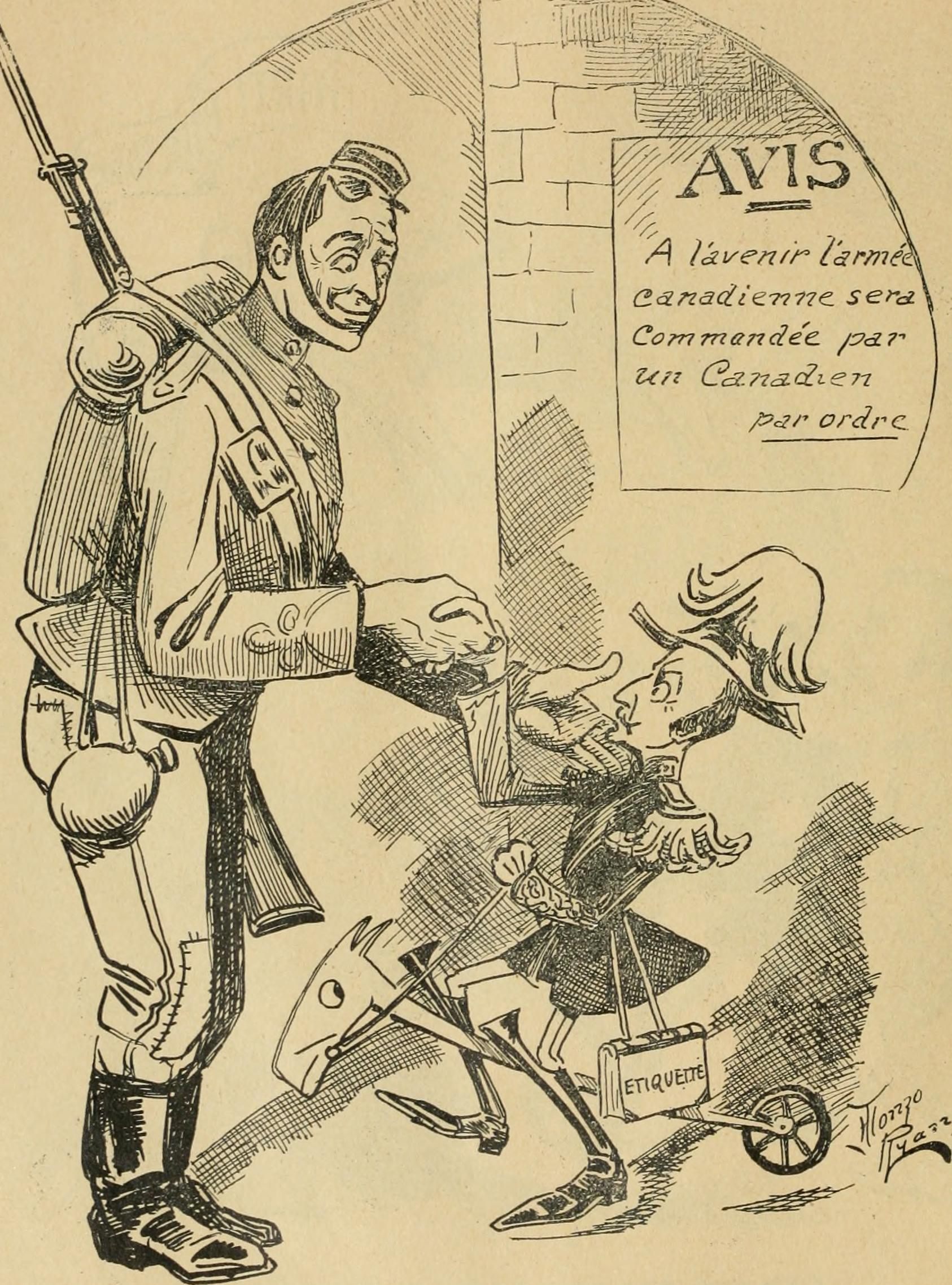
Карикатура на Дугласа Кокрейна в Канаде, высмеивающая его рост в детской манере (1904)

В апреле 1902 года было объявлено, что лорд Дандональд будет назначен генеральным офицером, командующим ополчением Канады, старшим военным офицером в Канаде. Иэн Макаллистер был назначен его личным секретарем. Во время своего пребывания в Канаде он создал схему реорганизации канадского ополчения на совершенно новых принципах, которая была принята, он также написал книгу по строевой подготовке, ориентированную на кавалерию и пехоту, кроме того, он обновил структуру кадетского корпуса и основал несколько других ассоциаций, направленных на укрепление ополчения. Он также смог изменить дресс-коды многих шотландских полков, чтобы они больше соответствовали их культуре. Он прослужил в Канаде два года, пока не был уволен кабинетом министров доминиона из-за его вспышки гнева на ужине в Монреале, описанной в газетных статьях как «высказывания на банкете» и официально названной кабинетом министров «нескромностью и неподчинением». В защиту своих критиков лорд Дандональд утверждал, что общение между ним и министром милиции было испорчено, что оставило Канаду беззащитной.
В 1910 году Дугалс Кокрейн был назначен первым «золотым жезлом в ожидании» короля Георга V, а по прибытии Теодора Рузвельта он стал «адъютантом» короля.
Во время первой мировой войны, в 1915 году лорд Дандональд занимал должность председателя Комитета Адмиралтейства по дымовым завесам.
Шотландский пэр-представитель в Палате лордов Великобритании в 1886—1922 годах.

## Изобретения
- «Карманная печь», (Патент получен 25 августа 1896 г.)[14]
- «Устройство лафета и тяги для машины или скорострельного орудия» (запатентовано 18 августа 1896 г.)[15]
- «Усовершенствование носовых мешков для лошадей» (запатентовано 7 сентября 1896 г.)[16]
- «Усовершенствования в устройствах конной тяги для транспортных средств» (запатентовано 1 мая 1897 г.)[17]
- «Усовершенствования машин скорой помощи и других транспортных средств, специально приспособленных для верблюжьей тяги» (запатентовано 3 сентября 1897 г.)[18]
- «Держатель боеприпасов для пулеметов» (Патент 19 июля 1898 г.)[19]
- «Велосипедное седло»; упругое сиденье, применяемое вместо седла (запатентовано 6 сентября 1898 г.)[20]
- «Устройство для механического патронного огня от Guardian»; подача патронов (запатентовано 2 февраля 1899 г.)[21]
- «Усовершенствования сцепления и тяги велосипедов» (Патент получен 18 февраля 1899 г.)[22]
- «Чайник или кофейник»; который позже был произведен как чайник компанией Wedgwood и продавался как «SYP» (Simple Yet Perfect)[23] . Позже, в 1911 году, была подана заявка на лицензию на производство «чайников и кофейников SYP» в James Dixon & Sons (Патент получен 16 июля 1901 года)[24][25].

## Личная жизнь

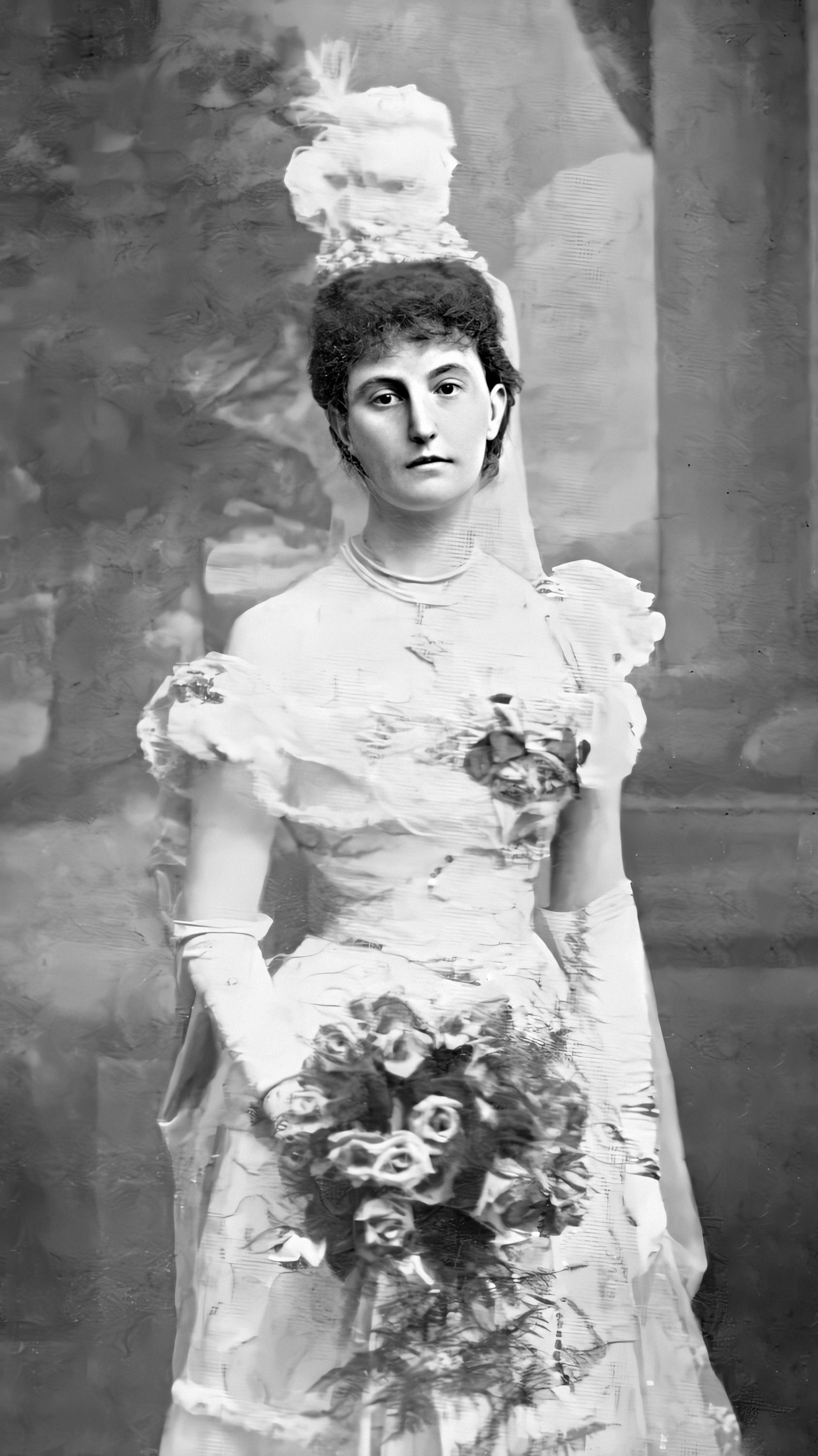
Уинифред, графиня Дандональд (1859—1924), супруга 12-го лорда Дандональда

18 сентября 1878 года лорд Дандональд женился на Уинифред Бэмфорд-Хескет (16 апреля 1859 — 16 января 1924), единственной дочери Роберта Бэмфорд-Хескета и Эллен Джонс-Бейтман. У супругов было двое сыновей и три дочери:
- Леди Гризель Уинифред Луиза Кокрейн (14 мая 1880 — 5 декабря 1976), в 1904 году она вышла замуж за подполковника Ральфа Джерарда Александра Гамильтона, мастера Белхейвена (1883—1918), единственного сына Александра Гамильтона, 10-го лорда Белхейвена и Стентона. Он был убит во время битвы при Амьене[26].
- Томас Хескет Дуглас Блэр Кокрейн, 13-й граф Дандональд (21 февраля 1886 — 23 мая 1958), капитан шотландской гвардии, который служил пэром-представителем Шотландии с 1941 по 1955 год[26].
- Леди Джин Элис Элейн Кокрейн (1887 — 5 января 1955), в 1914 году она вышла замуж за Герберта Херви, 5-го маркиза Бристоля. Они развелись в 1933 году, и она вышла замуж в 1933 году за капитана сэра Питера Драммонда Макдональда, сына Рональда Макдональда[26].
- Леди Марджори Гвендолин Элси Кокрейн (род. 1889), в 1917 году она вышла замуж за Оусли Винсента Файделла Роули, старшего сына Джорджа Файделла Роули, с которым развелась в 1932 году[26].
- Достопочтенный Дуглас Роберт Хескет Роджер Кокрейн (24 июня 1893 — 19 мая 1942), который в 1918 году женился на Энид Мэрион Дэвис, дочери Майлза Леонарда Дэвиса[26].

Дуглас Кокрейн владел несколькими сокровищами времен наполеоновских войн, семейными реликвиями своего деда, Томаса Кокрейна, 10-го графа Дандональда, одним из этих предметов была прядь волос Наполеона.
Лорд Дандональд скончался в своем доме в Уимблдоне в апреле 1935 года в возрасте 82 лет, и графский титул унаследовал его старший сын Томас. Он похоронен на кладбище Ахнаба, Ардхаттан около Бендерлоха, Лорна, Аргайла и Бьюта.

## Почести и наследие
- Командор Королевского Викторианского ордена (декабрь 1901 года)[28]
- Рыцарь-командор Королевского Викторианского ордена (июнь 1907 года)
- В его честь назван парк Дандональд в Сентртауне, Оттава.